# Hippasa afghana
Hippasa afghana är en spindelart som beskrevs av Roewer 1960. Hippasa afghana ingår i släktet Hippasa och familjen vargspindlar.
Artens utbredningsområde är Afghanistan. Inga underarter finns listade i Catalogue of Life.